# 法蘭克·傑克森 (哲學家)
法蘭克·卡麥隆·傑克森 （英語：Frank Cameron Jackson，1943年8月31日—）是一位澳大利亞哲學家、澳洲國立大學哲學系名譽教授。傑克森自1986年至2014年皆在澳洲國立大學任教，2007年至2014年間在普林斯頓大學擔任客座教授，研究領域主要為心靈哲學、知識論、形上學與後設倫理學，曾於1982年提出知名的知識論證。